# Zamia lindenii
Zamia lindenii — вид голонасінних рослин класу Саговникоподібні (Cycadopsida). Хоча вид Zamia lindenii був описаний в 1875 році, назва вважалася синонімом Z. poeppigiana. Він знову був зведений в статус виду в 2009 році.

## Етимологія
Видовий епітет шанує Жана Жюлю Ліндена (Jean Jules Linden), хто вирощував живий матеріал вперше зібраний Бенедиктом Роезлом (Benedict Roezl) в Еквадорі, і хто пожертвував живий матеріал, в Королівський ботанічний сад в Кью, в 1875 р. Лінден (народився 12 лютого 1817 в Люксембурзі — помер 12 січня 1898 в Брюсселі) був бельгійським ботаніком і дослідником, садівником і підприємцем, який спеціалізувався на орхідеях, про які він написав ряд книг.

## Опис
Стовбур деревовидий, 80–160 cм у висоту і 21 см у діаметрі. Листя 14–28, вони 145–318 см завдовжки; черешок з численними дрібними колючками, довжиною 44–83 см, щільно-рудо-повстяні; хребет з колючками в нижній половині, густо-рудо-повстяні коли молоді. Пилкові шишки 3–6, від бежевих до коричневих, жорсткі, довго-циліндричні, довжиною 25–38 см, 3–5 см діаметром. Плодоніжка 15–18 см завдовжки, 15–19 мм завширшки, насичено-коричнево-повстяна. Насіннєві шишки 1–5, підвіска, кремово-коричнево-повстяні, циліндричні, довжиною 28–42 см, 9–10 см діаметром; плодоніжка темно-зелена, покритий від кремового до білуватого кольору повстю, довжиною 18–23 см, 3,5–4 см шириною. Насіння червоне. Саркотеста 22–25 мм завдовжки, 15–18 мм завширшки, 10–14 мм заввишки. Число хромосом 2n = 16.

## Поширення, екологія
Z. lindenii відомий з прибережних рівнин і передгір'їв Західних Кордильєр в Еквадорі і, можливо, крайнього південного заходу Колумбії, в той час як Z. poeppigiana є ендеміком Перу. Два види географічно і генетично відокремлені Андами. Росте у від напіввідкритих сезонних вічнозелених дощових лісів до вічнозелених лісів на висотах 50—315 м. Середня річна кількість опадів 1400—3500 мм. Пропонується надати статус МСОП NT.